# M・M・キーラヴァーニ
コドゥリ・マラカサマニ・キーラヴァーニ（Koduri Marakathamani Keeravaani、1961年7月4日 - ）は、インドの作曲家。テルグ語映画、タミル語映画、カンナダ語映画、ヒンディー語映画、マラヤーラム語映画で活動している。「M・M・キーラヴァーニ (M. M. Keeravani) 」名義で知られているが、他にも「マラカサマニ (Marakathamani) 」「ヴェーダナラヤナ (Vedanarayana) 」「M・M・クリーム (M. M. Kreem) 」名義が知られている。
歌手のS・P・バーラスブラマニアムとK・S・チトラのレコーディングの大半を手掛けている。1997年には『Annamayya』で国家映画賞 音楽監督賞を受賞した。この他にフィルムフェア賞 南インド映画部門を6つ、ナンディ賞を11、タミル・ナードゥ州映画賞を1つ受賞している。2023年には『RRR』でアカデミー歌曲賞を受賞した。

## 生い立ち
アーンドラ・プラデーシュ州西ゴーダーヴァリ県コヴァール出身。兄弟のカリヤーニ・マリクは音楽監督をしており、映画監督S・S・ラージャマウリは従兄弟、音楽監督M・M・スリレーカは従姉妹、脚本家V・ヴィジャエーンドラ・プラサードは叔父に当たる。妻のM・M・スリヴァーリは映画のラインプロデューサーをしており、息子のカーラ・バイラヴァは歌手としてキーラヴァーニの参加する映画の多くで歌を歌っている。カルナータカ州ライチュールに居住した後、チェンナイに移住している。

## キャリア

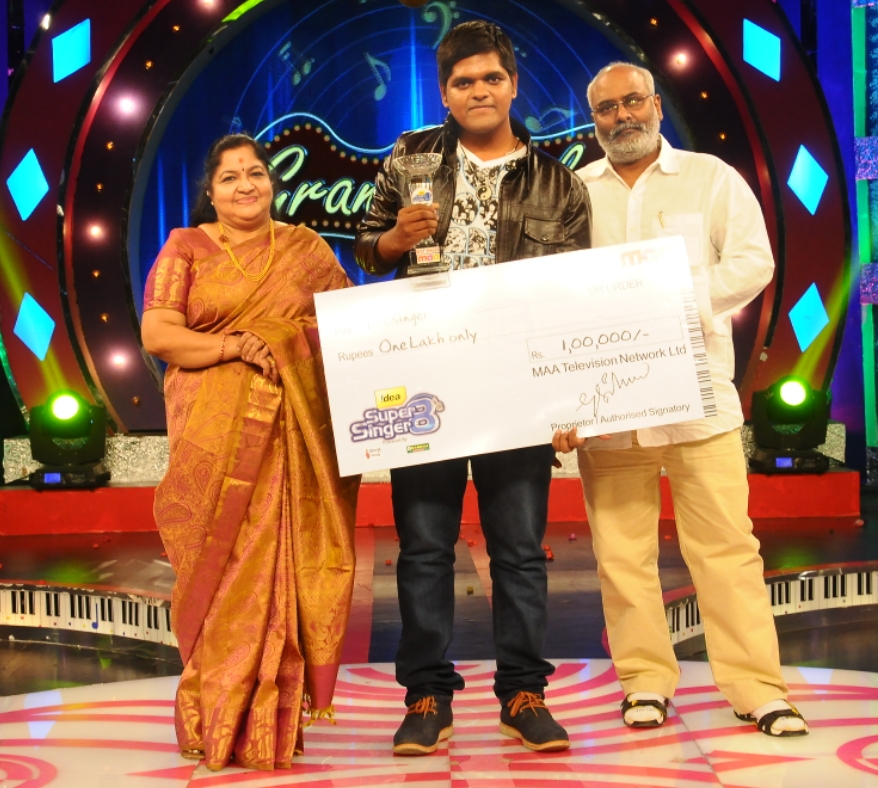
音楽番組に出演する歌手（左からK・S・チトラ、アヌラージ・クルカルニー、キーラヴァーニ）

1987年、音楽監督K・チャクラヴァルティーの元で音楽助監督を務め、作曲家としてのキャリアを開始する。1980年代後半は『Collectorgari Abbayi』『Bharathamlo Arjunudu』に音楽アシスタントとして参加し、この間の1年以上にわたり作詞家ヴェトゥリに師事している。1990年製作の映画『Kalki』で独立した作曲家として映画業界で知られるようになるが、映画は公開されずサウンドトラックも発売されなかった。キーラヴァーニが音楽を手掛けた映画で最初に公開されたのは、同年公開の『Manasu Mamatha』とされている。1991年公開の『Kshana Kshanam』が大ヒットしたことで、作曲家としての地位を確立する。この映画で作曲した歌の全てがヒットしたことで映画業界からのオファーが急増し、1995年には『Criminal』に参加してボリウッドに進出する。
インド国内の様々な言語の映画220作品以上に参加しており、代表的な作品としてテルグ語映画の『Annamayya』、ヒンディー語映画の『Is Raat Ki Subah Nahin』『Sur – The Melody of Life』『Zakhm』『Saaya』『Jism』『Rog』『Paheli』、マラヤーラム語映画の『Neelagiri』『Soorya Manasam』『Devaraagam』がある。また、従兄弟ラージャマウリの監督作品には全ての映画に参加しており、『バーフバリ 伝説誕生』『バーフバリ 王の凱旋』の作曲も担当している。

## 受賞歴

### インドの賞
| 年                                | 部門                           | 作品                  | 結果       | 出典          |
| 勲章                              | 勲章                           | 勲章                  | 勲章       | 勲章          |
| --------------------------------- | ------------------------------ | --------------------- | ---------- | ------------- |
| 2023年                            | パドマ・シュリー勲章           | N/A                   | 受賞       | [ 7 ]         |
| 国家映画賞                        |                                |                       |            |               |
| 1998年                            | 音楽監督賞                     | Annamayya             | 受賞       | [ 8 ]         |
| 2023年                            | 背景音楽部門音楽監督賞         | RRR                   | 受賞       | [ 9 ]         |
| フィルムフェア賞 南インド映画部門 |                                |                       |            |               |
| 1993年                            | テルグ語映画部門音楽監督賞     | Kshana Kshanam        | 受賞       | [ 10 ]        |
| 1994年                            | テルグ語映画部門音楽監督賞     | Allari Priyudu        | 受賞       | [ 11 ]        |
| 1995年                            | テルグ語映画部門音楽監督賞     | Criminal              | 受賞       | [ 11 ] [ 12 ] |
| 1996年                            | テルグ語映画部門音楽監督賞     | Subha Sankalpam       | 受賞       | [ 11 ]        |
| 1997年                            | テルグ語映画部門音楽監督賞     | Pelli Sandadi         | 受賞       | [ 11 ]        |
| 2006年                            | テルグ語映画部門音楽監督賞     | チャトラパティ        | ノミネート |               |
| 2008年                            | テルグ語映画部門音楽監督賞     | ヤマドンガ            | ノミネート |               |
| 2010年                            | テルグ語映画部門音楽監督賞     | マガディーラ 勇者転生 | 受賞       | [ 11 ]        |
| 2011年                            | テルグ語映画部門音楽監督賞     | Vedam                 | ノミネート |               |
| 2012年                            | テルグ語映画部門音楽監督賞     | Rajanna               | ノミネート |               |
| 2013年                            | テルグ語映画部門音楽監督賞     | マッキー              | ノミネート | [ 13 ]        |
| 2016年                            | テルグ語映画部門音楽監督賞     | バーフバリ 伝説誕生   | ノミネート | [ 14 ]        |
| 2018年                            | テルグ語映画部門音楽アルバム賞 | バーフバリ 王の凱旋   | 受賞       | [ 15 ]        |
| 2018年                            | テルグ語映画部門作詞賞         | バーフバリ 王の凱旋   | 受賞       | [ 15 ]        |
| 2024年                            | テルグ語映画部門音楽アルバム賞 | RRR                   | 受賞       | [ 16 ]        |
| ナンディ賞                        |                                |                       |            |               |
| 1992年                            | 音楽監督賞                     | Rajeswari Kalyanam    | 受賞       | [ 17 ]        |
| 1993年                            | 音楽監督賞                     | Allari Priyudu        | 受賞       | [ 17 ]        |
| 1995年                            | 音楽監督賞                     | Pelli Sandadi         | 受賞       | [ 17 ]        |
| 2001年                            | 男性プレイバックシンガー賞     | Student No: 1         | 受賞       | [ 17 ]        |
| 2002年                            | 音楽監督賞                     | Okato Number Kurraadu | 受賞       | [ 17 ]        |
| 2005年                            | 音楽監督賞                     | チャトラパティ        | 受賞       | [ 17 ]        |
| 2009年                            | 音楽監督賞                     | Vengamamba            | 受賞       | [ 18 ]        |
| 2010年                            | 男性プレイバックシンガー賞     | あなたがいてこそ      | 受賞       | [ 19 ]        |
| 2012年                            | 音楽監督賞                     | マッキー              | 受賞       | [ 20 ]        |
| 2015年                            | 音楽監督賞                     | バーフバリ 伝説誕生   | 受賞       | [ 21 ]        |
| 2015年                            | 男性プレイバックシンガー賞     | バーフバリ 伝説誕生   | 受賞       | [ 21 ]        |
| タミル・ナードゥ州映画賞          |                                |                       |            |               |
| 1991年                            | 音楽監督賞                     | Azhagan               | 受賞       |               |
| サントーシャム南インド映画賞      |                                |                       |            |               |
| 2004年                            | 音楽監督賞                     | Simhadri              | 受賞       | [ 22 ]        |
| 2004年                            | 音楽監督賞                     | Gangotri              | 受賞       | [ 22 ]        |
| 2004年                            | 音楽監督賞                     | Seetayya              | 受賞       | [ 22 ]        |
| 南インド国際映画賞                |                                |                       |            |               |
| 2018年                            | テルグ語映画部門音楽監督賞     | バーフバリ 王の凱旋   | 受賞       | [ 23 ]        |
| 2021年                            | テルグ語映画部門作詞家賞       | NTR: Kathanayakudu    | ノミネート |               |
| 2023年                            | テルグ語映画部門音楽監督賞     | RRR                   | 受賞       | [ 24 ]        |

### 海外の賞
| 年                                                 | 部門                                   | 作品                | 結果       | 出典          |
| サターン賞                                         | サターン賞                             | サターン賞          | サターン賞 | サターン賞    |
| -------------------------------------------------- | -------------------------------------- | ------------------- | ---------- | ------------- |
| 2016年                                             | 音楽賞                                 | バーフバリ 伝説誕生 | ノミネート | [ 25 ]        |
| ハリウッド・ミュージック・イン・メディア・アワード |                                        |                     |            |               |
| 2022年                                             | 外国語インディペンデント映画部門作曲賞 | RRR                 | ノミネート | [ 26 ]        |
| ボストン映画批評家協会賞                           |                                        |                     |            |               |
| 2022年                                             | 音楽賞                                 | RRR                 | 受賞       | [ 27 ]        |
| ロサンゼルス映画批評家協会賞                       |                                        |                     |            |               |
| 2022年                                             | 音楽賞                                 | RRR                 | 受賞       | [ 28 ]        |
| シカゴ映画批評家協会賞                             |                                        |                     |            |               |
| 2022年                                             | 作曲賞                                 | RRR                 | ノミネート | [ 29 ]        |
| ゴールデングローブ賞                               |                                        |                     |            |               |
| 2023年                                             | 主題歌賞                               | RRR                 | 受賞       | [ 30 ]        |
| オースティン映画批評家協会賞                       |                                        |                     |            |               |
| 2023年                                             | 作曲賞                                 | RRR                 | ノミネート | [ 31 ] [ 32 ] |
| ジョージア映画批評家協会賞                         |                                        |                     |            |               |
| 2023年                                             | 歌曲賞                                 | RRR                 | 次点       | [ 33 ] [ 34 ] |
| クリティクス・チョイス・アワード                   |                                        |                     |            |               |
| 2023年                                             | 歌曲賞                                 | RRR                 | 受賞       | [ 35 ]        |
| サテライト賞                                       |                                        |                     |            |               |
| 2023年                                             | 主題歌賞                               | RRR                 | ノミネート | [ 36 ] [ 37 ] |
| アカデミー賞                                       |                                        |                     |            |               |
| 2023年                                             | 歌曲賞                                 | RRR                 | 受賞       | [ 3 ]         |